# Макс Малловен
Сер Макс Едґар Люсьєн Малловен (англ. Sir Max Edgar Lucien Mallowan, 6 травня 1904, Вондзверт — 19 серпня 1978, Воллінгфорд) — видатний британський археолог, який спеціалізувався на історії Середнього Сходу, відомий в першу чергу своїми знахідками на розкопках в Німруді. Другий чоловік Агати Крісті.

## Життєпис

### Дитинство та освіта
Едґар Малловен народився 6 травня 1904 року в Вондзверті, боро на південному заході Лондона у сім'ї солдата британської армії Фредеріка Малловена та Маргарет Малловен. Едґар згадував про постійні сварки між батьками, проте вважав, що завдяки цим суперечкам зміг сформувати власне бачення сімейного життя і досягти сімейної гармонії в майбутньому. Його мати мала витончений смак, полюбляла зачитуватися романами і навіть писала власні вірші. Окрім того, Маргарет володіла класичними мовами та викладала теорію мистецтв. Завдяки її волі, хлопчик зростав серед книг та історій, які згодом вплинули на його вибір освіти.

У Вімбелдоні, куди сім'я переїхала у 1912 році, Едґарвідвідував Підготовчу школу Рокебі (англ. Rokeby Preparatory School), де окрім звичних предметів вивчав латину та грецьку. Після початкової освіти в Рокебі, Едґар мав отримати загальну освіту в містечку Ленсінг, куди він прибув у січні 1917 року. Життя в Ленсінгу для Едґара було тяжким і невеселим, в першу чергу через Першу світову війну, яка ще тривала в той період, і значно вплинула на викладацький склад, а в другу чергу — низький рівень підготовки, через який Едґар, як він сам вважав, лише витрачав дорогоцінний час. 
Макс Малловен, «Мемуари» (1977 рік).
У 1921 році Едґара було зараховано до Нью-Коледж в Оксфорді на факультет антикознавства. Малловен був у захваті від своєї альма матер і протиставляв її до своєї попередньої освіти. Серед усіх предметів, які вивчав Едґар, найбільше йому запам'яталися лекції з грецької трагедії, які читав філолог-класик Гілберт Маррі. Найважливішим досягненням своєї освіти в Оксфорді, як вважав сам Малловен, були численні знайомства з однолітками; деякі з цих друзів залишаться з ним назавжди.

### Перші кроки в археології
На свої перші розкопки Малловен потрапив випадково. Після складання усіх екзаменів в Оксфорді, Едґар зустрівся зі своїм вчителем-вихователем в коледжі, вони поговорили про майбутнє й Едґар висловив своє бажання займатися археологією. Виявилося, що відомий на той час археолог Леонард Вуллі шукає собі асистента на розкопки в місті Ур. Завдяки гарним рекомендаціям та особистій приязні дружини Вуллі, в жовтні 1925 року Едґар Маллован прибув до міста Ур.

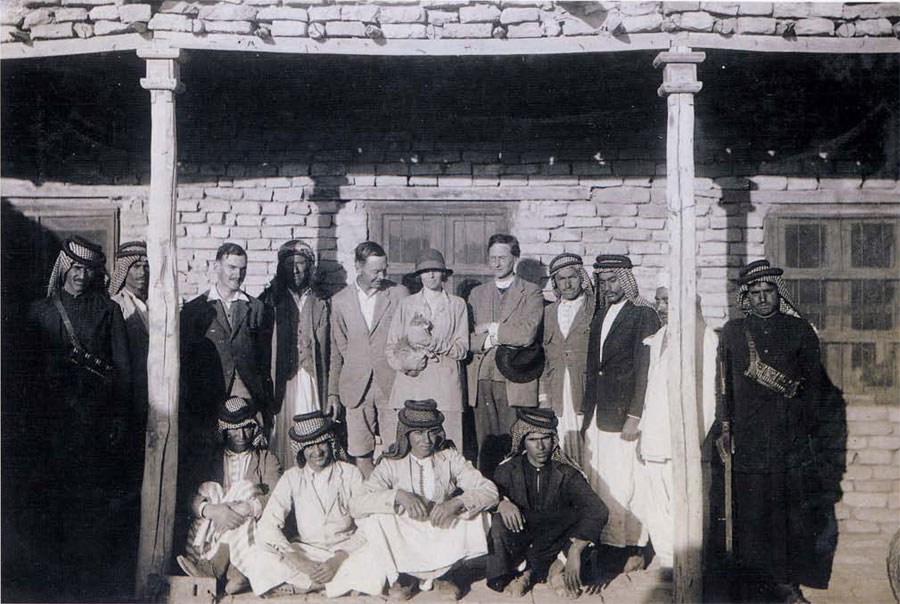
Склад експедиції в місті Ур. Третій ліворуч — Едґар Маллован, далі йдуть: Хамуді (керував робітниками), Леонард Вуллі та Катрін Вуллі. 1928-29 рр.

Місто Ур сгадувалося у Біблії, а тогочасна публіка цікавилася новими біблійними знахідками на Сході. Сам же Леонард Вуллі мав класичну релігійну освіту та хотів скористатися цим ажіотажем, тому найбільше намагався знайти сліди Авраама в Урі (за Біблією дід Авраама був похований в Урі). Основним досягненням розкопок 1926—1927 рр. було відкриття житлового кварталу часів Ларси. Всього було розкопано близько 15 споруд, які напрочуд добре збереглися.
Як наймолодший з учасників експедиції, Едґар часто виступав гідом для «гостей» експедиції, так за час розкопок в Урі він познайомився із американським місіонером в Іраці Джоном ван Ессом та англійською археологом Гертрудою Белл. Гертруда вже най той час була визнаною науковицею та добре розумілася на арабській культурі, тому вона певний час допомагала в облаштуванні експедиції, доки не покинула її. Окрім звичайної «польової роботи», Едґар намагався вивчити арабську та вів розрахункову книгу, а наприкінці експедиції йому довірили пакування та відправлення знахідок до Англії.

### Агата Крісті та подальша робота
Весною 1930 року до Багдаду прибула Агата Крісті. Вона зразу ж потоваришувала з сім'єю Вуллі й ті вмовили її лишитися до осені, а вже потім відправитися усім разом назад до Англії. Письменниця погодилася. Катрін Вуллі доручила Едґару відправитися із Агатою до Багдаду та показати їй місцеві пам'ятки та пустелю. Вони вирушили до Ніпуру, де встигли передивитися велику кількість пам'яток історії, а дорогою назад їх машина застрягла в піску й, коли їх нарешті врятували, вони вимушені були провести ніч в поліційному відділку. Терплячість, зібраність та гострий розум Агати запали Едґару в душу, і коли вони повернулися в Англію, він зробив їй пропозицію. 11 вересня 1930 року вони одружилися.
У 1931 році Едґар відправився до Ніневії, щоби допомагати Кемпбеллу Томсону, який проводив там розкопки. Це були перші розкопки, де Едґару дозволили взяти Агату, та й сам Томсон здався Едґару більш спокійним та цілеспрямованим, аніж Вуллі. Під час розкопок були знайдені численні клинописні таблички, які найбільше цікавили Томсона. У 1932 році Малловена призначили керівником експедицій, які проводив Британський музей та Британська школа археології в Іраці. Він розкопав телі Арпачія, Шагір-Базаар та Брак в Сирії.

#### Тель Арпачія

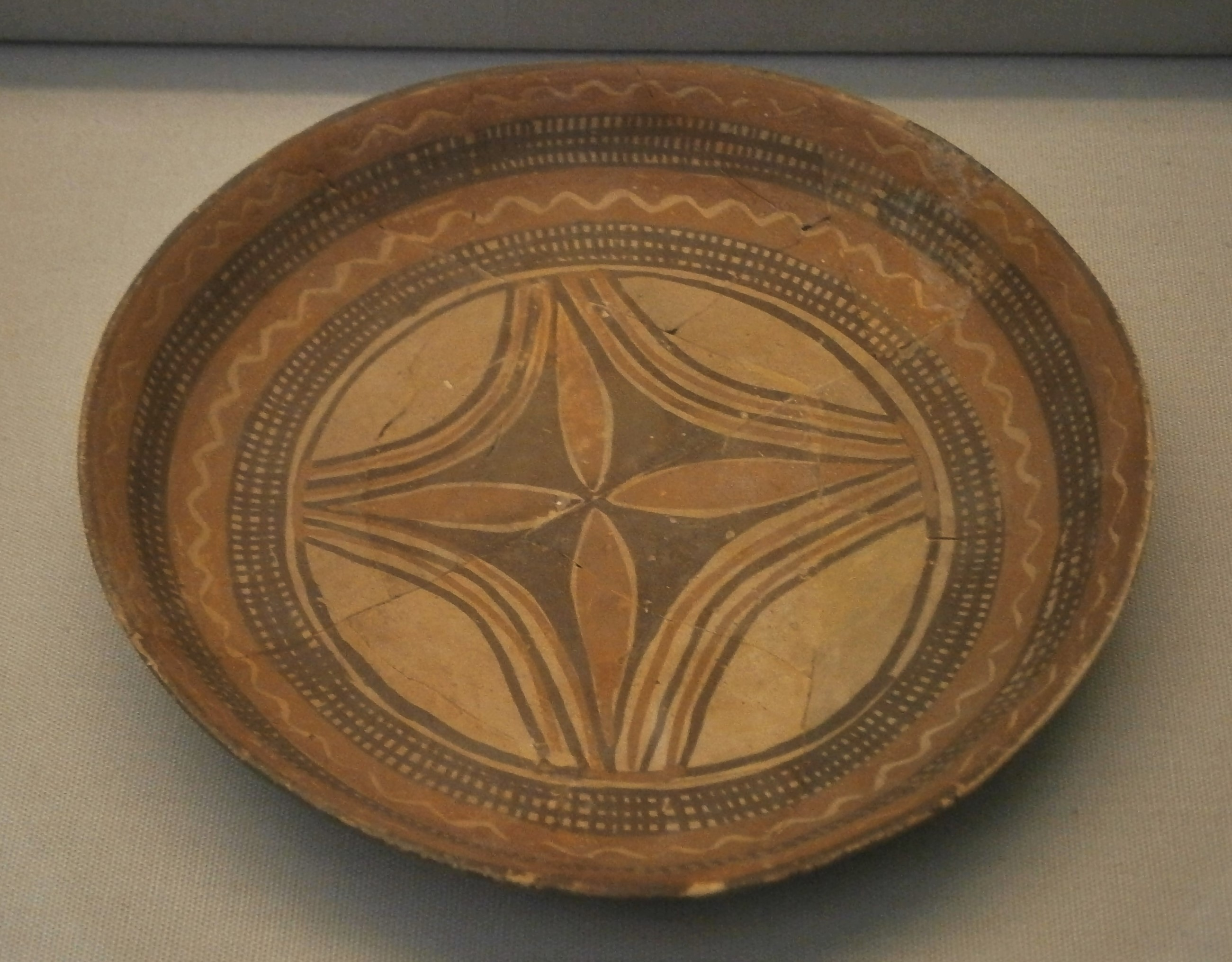
Розписна кераміка, знайдена у телі Арпачія. Приблизно VI ст. до н. е.

У 1932 році Малловен очолив свої перші власні розкопки на телі Арпачія. Тут він вперше стикнувся із плануванням бюджету розкопок та керівництвом людьми, проте з часом таки опанував це. Перші тижні розкопок не принесли жодних знахідок і Малловен вже подумав що вони дарма обрали це місце для дослідження, проте згодом перед ними постало селище Убейдського періоду, дарма що бідне й невеличке, проте зі своїми знахідками.
Поруч із житловим масивом, дослідники знайшли старовинне кладовище із 45-ма похованнями, які добре збереглися. Серед знахідок було багато видів кераміки та захисні амулети. Окрім того, під спорудами Убейдського періоду були знайдені залишки святинь більш пізнього часу, близько VI ст. до н. е. Окрім того, були знайдені численні фігурки із зображенням жінок (чи богині-жінки) зі збільшеними (значно виділеними) стегнами, що на той час вважалося позитивною характеристикою для жінки.
Наприкінці експедиції Малловен влаштував перегони, де головним призом стала рогата худоба. А вже в травні вони вирушили повернулися до Багдаду.

#### Хабур та Шагір-Базаар
У 1934 році Малловен вирушив до Сирії, як і завжди в компанії своєї дружини, для подальших розкопок. Першою їх зупинкою став берег річки Хабур, саме перед тим місцем, де вона впадала в Євфрат. Тут були численні залишки предметів ужитку ассирійців та римлян, адже в свій час тут базувалися їх військові табори. Проте Малловена цікавила давніша історія, тому він не затримався там, а попрямував до Шагір-Базаар.
Шагір-Базаар — це поселення Убейдського періоду, проте перші люди тут з'явилися ще за неоліту. Під час розкопок була знайдена кераміка, численні фігурки та амулети, а також клинописні глиняні таблички. Розкопки зупинилися у 1935, а потім продовжилися у 1936. Під час других розкопок, ймовірно був знайдений храм бога сонця, як вказували численні таблички, знайдені в споруді. В тому ж 1936 році Малловен припинив розкопки, бо хотів відправитися на нове місце.

#### Тель Брак та річка Бєлих
Макс Малловен, «Мемуари» (1977 рік).
Весною 1937 року подружжя прибуло до теля Брак, де вони зупинилися на місцевій стоянці для караванів. Малловен вже бував коло телю Брак у 1934 році й запримітив його. Розкопки тривали не довго, проте вони знайшли велику кількість артефактів та святині богам, оздоблені сріблом та золотом. Малловен також був першим, хто провів розкопки на річці Бєлих. У 1938 році Едґар завершив усі розкопки й зайнявся підготовкою матеріалів до публікації.

### Під час війни
У 1939 році розпочалася Друга світова війна, проте пройшов ще рік доки вона почала впливати на життя Малловена. Він подався до добровольців, які базувалися в Африці, але вже згодом покинув їх та повернувся до Лондону. У 1942 році Едґара відправили до Каїру для налагодження зв'язку між частинами, що базувалися в Африці. Згодом він подався у Добровольчий резерв Королівських повітряних сил Великої Британії у Північній Африці, частина яких у 1943 році базувалася в стародавньому місті Сабрата. 11 лютого 1941 року він був призначений льотчиком на випробувальний термін у відділі адміністративних та спеціальних обов'язків, 18 серпня 1941 року отримав підвищення до льотного офіцера, 1 квітня 1943 року — лейтенанта.
Після Каїра Едґар зголосився відправитися волонтером до Триполітанії, куди прибув того ж 1943 року. Там шукали гарного знавця арабської культури і Малловен більш ніж згодився. Там він і провів залишки війни, час від часу повертаючись до Лондону. 10 лютого 1954 року пішов у відставку, проте зберіг звання.

## Німруд

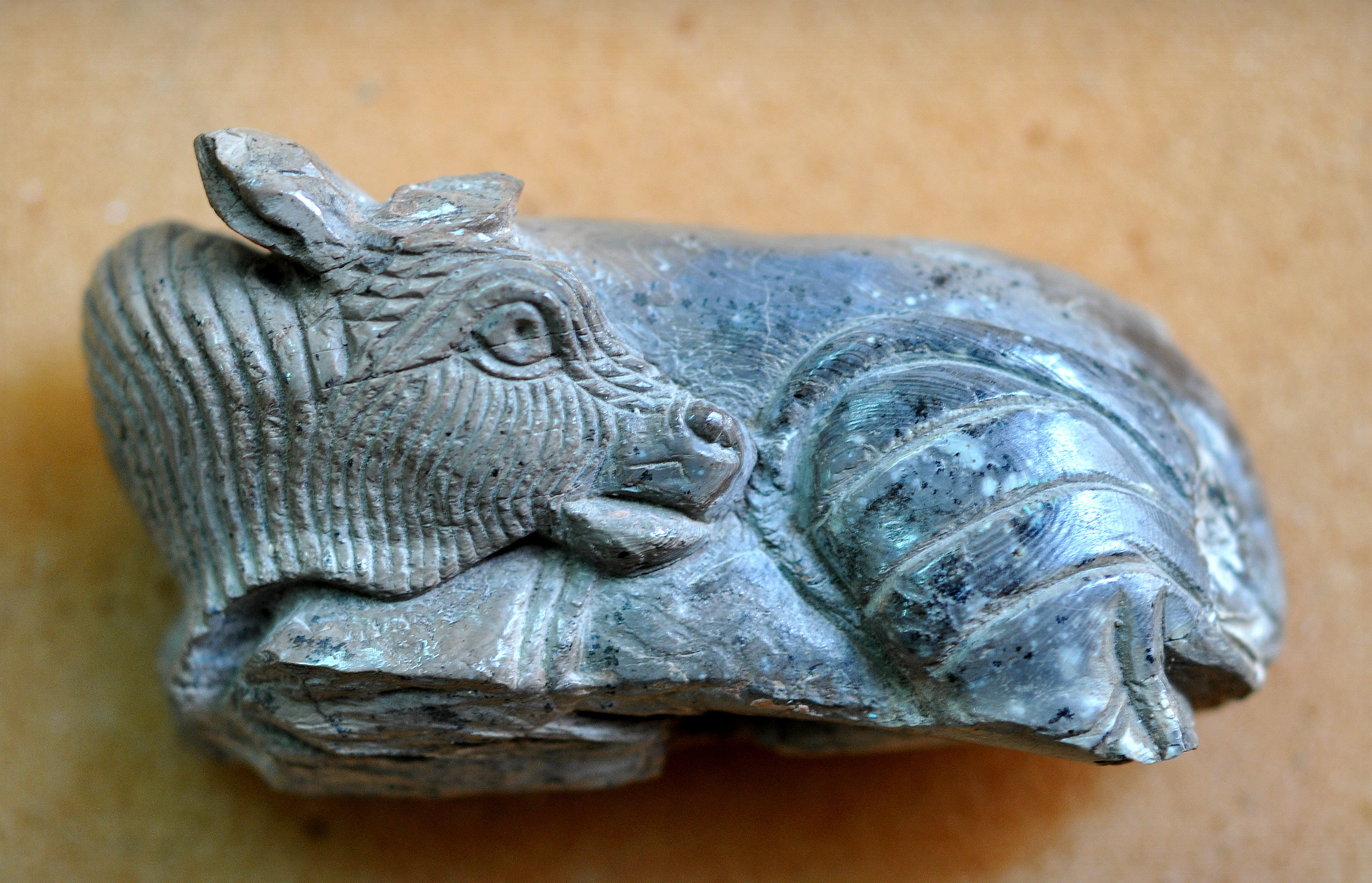
Теля горілиць, одна зі статуєток, знайдених у Німруді.

Після війни, у 1947 році, він був призначений професором західноазійської археології в Лондонському університеті, і займав цю посаду, поки в 1962 році його не обрали членом Коледжа всіх душ в Оксфорді. У 1947 році він також став директором Британської школи археології в Іраку (1947—1961) і керував відновленням її роботи в Німруді (раніше розкопаному А. Х. Лейардом).
Окрім великої кількості малих артефактів, у Німруді були розкопані 245 клинописних табличок (Листи з Німруда) та велика кількість історичних будівель (серед яких святині, житлові приміщення та споруди невизначеного користування). Були також розкопані стіни навколо міста.

## Подальше життя та смерть
Перша дружина Макса, леді Меллоуен, відома мільйонам як Агата Крісті, померла в 1976 році; Наступного року Маллован одружився з Барбарою Гастінгс Паркер, археологом, що була його епіграфісткою у Німруді та секретарем Британської школи археології в Іраку.
Він помер 19 серпня 1978 року у віці 74 років у Воллінгфорді, графство Оксфордшир, і був похований разом зі своєю першою дружиною, дамою Агатою, на церковному цвинтарі Сент-Мері. Його маєток було оцінено в £524 054. Його вдова Барбара, друга леді Маллоуен, померла в Воллінгфорді в 1993 році у віці 85 років.

## Спадок
Окрім привезених артефактів, Малловін залишив й значний літературний спадок. Серед його книжок: «Рання Месопотамія та Іран» (англ. Early Mesopotamia and Iran, 1965 рік), «Німруд та його руїни» (англ. Nimrud and Its Remains, 1966 рік), «До питання про еламітів» (англ. Elamite Problems, 1969 рік).
У 1977 році побачила світ автобіографія Малловена, де окремий розділ він присвятив своїй дружині.

## Письмові джерела
- Cameron, George G. «Sir Max Mallowan, 1904—1978: [Obituary]», The Biblical Archaeologist, Vol. 42, No. 3. (Summer, 1979), pp. 180–183.
- Christie Mallowan, Agatha. Come, Tell Me How You Live: An Archaeological Memoir. New York: Dodd, Mead and Company, 1976 (hardcover, ISBN 0-396-07320-4); New York: Vintage/Ebury, 1983 (hardcover, ISBN 0-370-30563-9); New York: HarperCollins, 1999 (paperback, ISBN 0-00-653114-8); Pleasantville, NY: Akadine Press, 2002 (with introduction by David Pryce-Jones; paperback, ISBN 1-58579-010-9).
- Mallowan, M.E.L. Mallowan's Memoirs. New York: Dodd, Mead and Company, 1977 (hardcover, ISBN 0-396-07467-7). Reprinted as Mallowan's Memoirs: Agatha and the Archaeologist. New York: HarperCollins, 2002 (paperback, ISBN 0-00-711704-3).